# テスト管理システム
テスト管理システム（テストかんりシステム、test management system）は、コンピュータのソフトウェアテスト工程を支援するツールである。
ソフトウェアテストの計画、実施、評価を行い、テストケースやテスト結果のデータベース管理を行う。要求管理システム、バグ管理システムを製品に含んだり、連携する機能を持っていたりする。テストケースのバージョン管理や要件・バグ情報との関連付け、実行結果のリアルタイム集計などの機能を持つ。

## 一覧
- TestLink
- Test Case Manager[※ 1]